# Tóth Ildikó (vízilabdázó)
Tóth Ildikó (Budapest, 1987. április 23. –) Európa-bajnok magyar válogatott vízilabdázó.
2002-ben mutatkozott be a felnőtt magyar bajnokságban, a BVSC színeiben. 2003-ban ezüstérmes volt az ob I-ben. Az ifjúsági Európa-bajnokságon második lett. 2004-ben ötödik volt a magyar bajnokságban és a junior Európa-bajnokságon is. A 2004–2005-ös szezontól a Bp. Honvéd játékosa lett. 2005-ben bajnoki bronzérmet szerzett. A junior vb-n 11. volt. A Honvéddal megnyerte a magyar kupát és a szuperkupát is.
2006-ban csapatával LEN-kupa győztese lett. Ebben az évben magyar bajnok volt. A junior Európa-bajnokságon harmadik helyezést ért el. Az év végén ismét magyar kupa-győztes volt. A következő évben a BEK-ből a csoportkörben kiestek. A magyar bajnokságot ismét megnyerték. A junior világbajnokságon a dobogó harmadik fokára állhatott. Az év végén megnyerte a magyar szuperkupát. 2008-ban a BEK-ben a negyeddöntőig jutottak. A magyar bajnokságot sorozatban harmadszor nyerte meg. Ebben az évben megnyerték a magyar kupát is.
2009-ben A BEK-ben a negyedik helyen végzett a klubjával. A magyar bajnokságban ezüstérmes volt. Tagja volt a világbajnokságon hetedik helyezett válogatottnak. Az új szezont a görög Iraklisz csapatában kezdte. 2010-ben a görög bajnokságban negyedik lett. A világligában és a világkupán hatodik lett. Az Európa-bajnokságon ötödik volt. 2010-ben a Szegedi Universitashoz igazolt. A magyar kupában másodikok, 2011-ben a magyar bajnokságban negyedikek voltak. A világbajnokságon kilencedik lett. A következő szezontól a BVSC-ben szerepelt. Új klubjával megnyerte a magyar kupát. A magyar bajnokságban második lett. A válogatottal a Európa-bajnokságon bronzérmes volt. Részt vett az olimpiai selejtezőben, ahol kivívták az ötkarikás szereplés jogát. Az olimpián negyedik helyezést ért el.
Az új szezontól a Firenzében szerepelt. Csapatával negyedik lett a bajnokságban. Az alapszakasz góllövőlistáján negyedik volt. A 2013-as női vízilabda-világligán negyedik helyezett volt. A világbajnokságon bronzérmet szerzett. 2013 augusztusában a Messinába igazolt. A 2013-14-es szezonban az olasz góllövőlistán ötödik helyen végzett. 2014 augusztusában az UVSE-hez igazolt. Új csapatával 2015-ben magyar bajnok lett.
A 2015-ös női vízilabda-világbajnokságon kilencedik helyen végzett. 2016-ban tagja volt az Európa-bajnok válogatottnak.
2017 decemberében bejelentette, hogy nem szerepel többet a válogatottban.

## Díjai, elismerései
- Magyar Ezüst Érdemkereszt (2012)